# ۱۳۴۶ (خورشیدی)
۱۳۴۶ هزار و سیصد و چهل و ششمین سال هجری خورشیدی سالی کبیسه بود.

## رویدادها
- ۲۸ فروردین - نمایش تلویزیونی عروسکها، نخستین کارِ بهرام بیضایی، نخستین بار از تلویزیون ملی ایران پخش شد.
- ۲۳ اردیبهشت - تولید خودروی پیکان، محصول ایران ناسیونال.
- ۱۴ خرداد - سفر محمدرضا پهلوی و فرح دیبا به آلمان غربی که با اعتراضات شدید دانشجویان ایرانی مقیم آلمان و همراهی تعدادی از دانشجویان آلمانی به زد و خورد با پلیس انجامید و طی آن یک دانشجوی آلمانی (بنو اونه‌زورگ) کشته شد.
- ۱۵ خرداد - آغاز جنگ شش‌روزه اسرائیل با کشورهای عربی
- ۴ آبان - تاجگذاری محمدرضا پهلوی
- آذر ماه: اجرای میراث و ضیافت در تالار بیست و پنج شهریورِ تهران، تماشاخانه سنگلج فعلی
- چاپ و انتشار خاطرات حاجی سیاح یا دوره خوف و وحشت، اثر حاجی سیاح.

## زادروزها
- ۱۸ فروردین - مهران مدیری، بازیگر، کارگردان، نویسنده
- ۹ تیر - بابک نیک طلب، شاعر ادبیات کودک و نوجوان
- ۲۵ تیر - مهرداد آسمانی، آهنگساز و خواننده ایرانی مقیم لس‌آنجلس
- ۱ مرداد - محمد حسن‌دوست، متخصص زبان‌های باستانیِ ایران.
- ۲۳ آبان - دنیا فنی‌زاده، عروسک‌گردان کلاه قرمزی و بازیگر
- ۷ آذر - حسین شهابی، نویسنده و کارگردان سینما
- محمد یعقوبی، نمایش‌نامه‌نویس و کارگردان
- سید شمس‌الدین حسینی، وزیر امور اقتصاد و دارایی ایران در دولت محمود احمدی‌نژاد
- سعید مرتضوی، معروف به قاضی مرتضوی

## درگذشت‌ها
- ۱۷ دی - غلامرضا تختی، کشتی‌گیر ایرانی (زاده ۱۳۰۹)